# Arcade Fire (EP)
Albums de Arcade Fire
Funeral
Arcade Fire est un EP du groupe Arcade Fire, sorti initialement en 2003 en auto-produit, ressorti en 2005 sous le label Merge Records.
Il fut enregistré en août 2002 à Mount Desert Island dans le Maine. Pour sa deuxième sortie, il fut remasterisé.
Le titre No Cars Go, fut réenregistré pour l'album Neon Bible.

## Liste des titres
Toutes les chansons ont été écrites par Win Butler et Régine Chassagne sauf Headlights Look Like Diamonds.
1. Old Flame – 3 min 55 s
2. I'm Sleeping In a Submarine – 2 min 46 s
3. No Cars Go – 6 min
4. The Woodlands National Anthem – 3 min 56 s
5. My Heart Is an Apple – 4 min 25 s
6. Headlights Look Like Diamonds  (Paroles : WinButler et Régine Chassagne, Musique : Win Butler, Régine Chassagne et Josh Deu) – 4 min 22 s
7. Vampire/Forest Fire – 7 min13 s

## Personnel
- Win Butler – voix, guitare, basse, synthétiseur, banjo, tambourin
- Régine Chassagne – voix, piano, Rhodes piano, synthétiseur, percussions, tambourin
- Richard Parry – basse, percussions,
- Dane Mills – batterie, basse
- Brendan Reed – batterie, percussion, voix
- Myles Broscoe – basse, guitare
- William Butler – basse, clarinette, Rhodes piano
- Gregus Davenport – Cor d'Harmonie
- Nicky – saxophone
- Liza Rey – harpe
- Tim Kyle – guitare électrique
- Josh Deu – insert
- Seripop.com – Artwork